# 이지 에이아이
이지에이아이(영어: EASY AI)는 2015년 설립된 대한민국의 인공지능 솔루션 개발 전문 기업이다. 안전관리시스템, 교육 추천, 에너지 절감 솔루션, AI 시스템 구축 솔루션 등을 서비스하고 있다.

## 연표
| 2018년 | |
| 1월    | 수출유망중소기업 선정                                                                                                   |
| 4월    | 반도체공정분석기계학습-IoT 센서 이상 AI 탐지로 생상수율 개선                                                            |
| 8월    | AI 추천 ‘정보통신산업진흥원’ 사회공헌서비스(저출산) 통계분석 및 기계학습AI 데이터분석 AI 추천 시스템 공공기관 최초 납품 |
| 9월    | 2018기술평가우수기업인증서 AI 데이터분석사업 수주, 이동장치 및 통제시스템                                               |
| 11월   | AI 머신러닝을 위한 학습데이터세트의 구성방법및 장치 출원                                                                |
| 12월   | 중소기업기술개발사업 최종평가인증 IITP QKD 표준화심사참여 특허                                                          |
| 2019년 | |
| 1월    | 통계AI데이터분석 및 기계학습시스템 연구 사업 수주                                                                       |
| 6월    | AI 데이터 가공/AI 기술공급기업 인공지능교육과정 개발컨설팅, 인공지능교육 추천컨설팅 및 구축사업                         |
| 2020년 | |
| 4월    | AI-TECH 인증기업 |
| 6월    | AI 데이터분석산림청 nno-Biz 기술혁신형기업, 특허청 직무발명우수인정서                                                   |
| 9월    | 한국정보산업연합회 회원사                                                                                               |
| 2021년 | |
| 1월    | 국토안전국센서 AI 데이터분석연구실증 국토안전국 IoT센서 AI 데이터분석연구실증                                           |
| 4월    | AI 데이터가공사업 7개기관 성공 수행                                                                                     |
| 10월   | 국토안전관리국, 교육특강수행                                                                                            |
| 2022년 | |
| 3월    | AI 기술공급전문기업 선정                                                                                                |
| 5월    | 공공부문 제조비전인식-스마트축산 인공지능화 수행, 탄소배출절감을 위한 제조공장에너지절감 인공지능화 수행                |
| 6월    | 산업맞춤형 AI인력양성교육사업 추진                                                                                      |
| 7월    | AI 지능형학습장치 데이터수집 및 딥러닝                                                                                  |